# The Principal
The Principal (br Um Diretor contra Todos; pt A Lei do Reitor) é um filme americano de 1987, dos gêneros drama e comédia, dirigido por Christopher Cain e protagonizado por James Belushi e Louis Gossett, Jr..

## Sinopse
Rick Latimer (James Belushi) é um professor de uma escola que é "promovido" a diretor da Brandel High, uma escola com péssima reputação. Na verdade esta transferência foi um castigo, por Latimer ter agredido o namorado da sua esposa, apesar de Rick e sua mulher já estarem em processo de divórcio. Os alunos da Brandel são na maioria afro-americanos e latinos e vários já foram expulsos de outros colégios.
Roubo, drogas, agressão e estupro, os alunos da escola Brandel High são piores do que o novo diretor Rick Latimer poderia imaginar. Gangues lutam para controlar a escola utilizando facas e até revólveres, quando acham necessário. Quando Latimer e o chefe de segurança da escola Jake Phillips (Louis Gossett, Jr.) tentam pôr ordem na escola e acabar com o tráfico de drogas, eles se defrontam com uma máfia de adolescentes. Jake logo ensina para o novo diretor como as coisas funcionam em Brandel.
Porém Rick não quer aceitar de forma nenhuma que o colégio continue sendo um antro de violência e vendas de drogas. Ele reúne os alunos para uma assembléia e diz que toda a bandalheira presente em Brandel acabou. Isto faz com que alunos mais rebeldes se revoltem, especialmente o violento Victor Duncan (Michael Wright), que é chefe de uma gangue.
Um confronto violento no campus induz uma batalha decisiva contra a gangue do traficante de drogas e será a última chance de Latimer salvar sua carreira e sua vida.

## Elenco
- James Belushi — Diretor Rick Latimer
- Louis Gossett, Jr. — Chefe de segurança Jake Phillips
- Rae Dawn Chong — Professora Hilary Orozco
- Michael Wright — Victor Duncan (chefe da gangue)
- J.J. Cohen — White Zac (como Jeffrey Jay Cohen)
- Kelly Jo Minter — Treena Lester (como Kelly Minter)
- Esai Morales — Raymi Rojas
- Troy Winbush — Baby Emile
- Jacob Vargas — Arturo Diego